# Zhaoqing
Zhaoqing (Afkorting: Zhao 肇) is een stad en prefectuur in de provincie Guangdong in Volksrepubliek China. De stad ligt ongeveer 65 km ten westen van Foshan aan de rivier de Xi Jiang. In 2020 had de prefectuur 4.113.594 inwoners, de stad zelf had 1.035.810 inwoners. Zhaoqing is onderdeel van de Parelrivierdelta, een metropoolgebied met 85 miljoen inwoners.
Het gebied was in de jaren vijftig van de twintigste eeuw arm en plattelands. Door de werkloosheid en armoede zijn in die tijd veel mensen uit dit gebied naar Hongkong geïmmigreerd. Veelal lopend.